# Chang Ha-joon

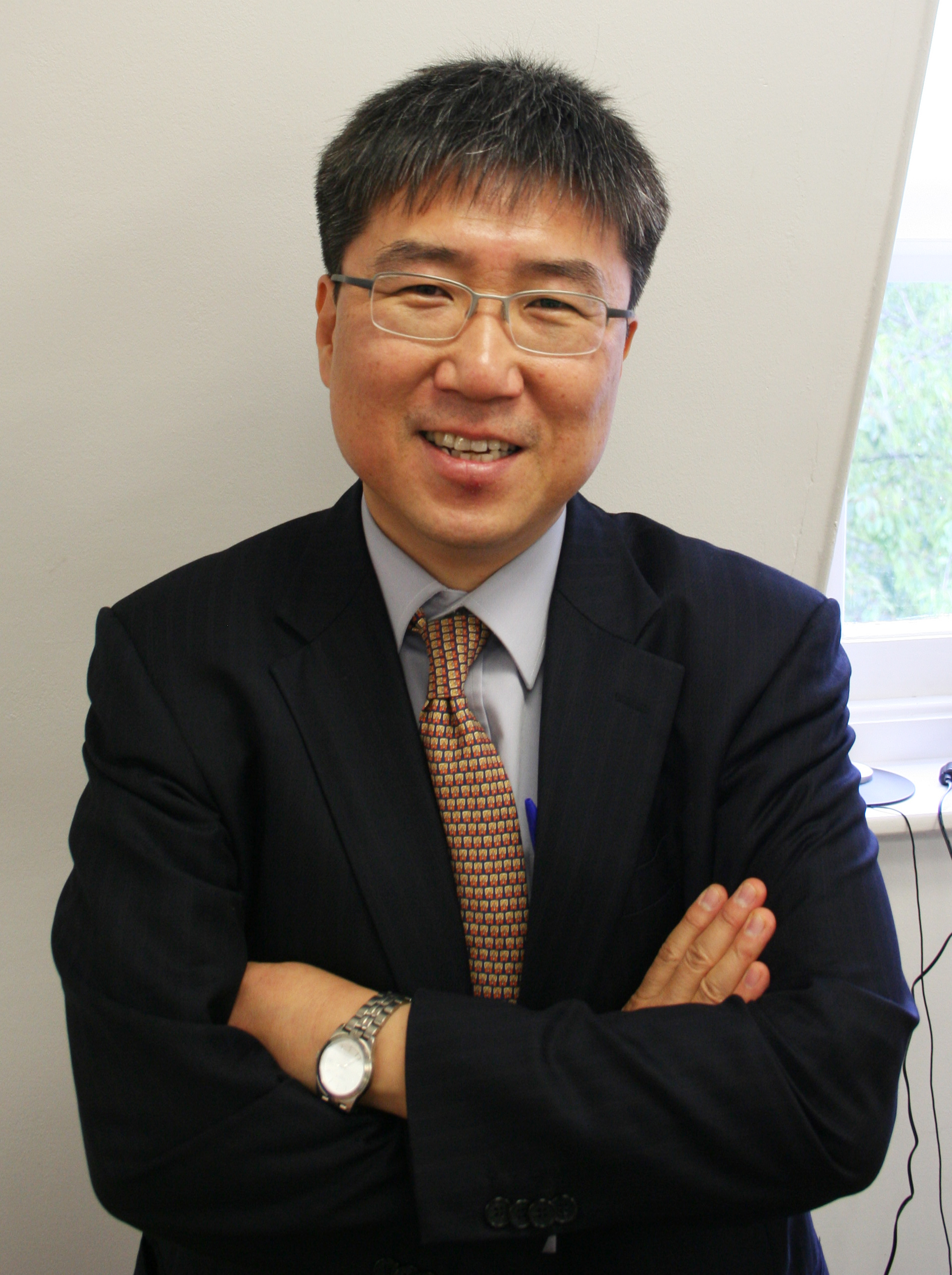
Ha-Joon Chang (2011)

Ha-Joon Chang (koreanisch 장하준, 張 夏准; * 7. Oktober 1963 in Seoul) ist ein südkoreanischer Wirtschaftswissenschaftler mit dem Schwerpunkt Entwicklungspolitik.

## Leben
Der heterodoxe Ökonom besuchte die Schule in seiner Heimatstadt Seoul und begann dann 1982 sein Studium der Wirtschaftswissenschaften an der Seoul National University, das er seit 1986 an der Universität Cambridge fortsetzte. 1992 wurde er promoviert und lehrt und forscht seitdem dort an der Fakultät für Wirtschaftswissenschaften, seit 2005 als Reader in the Political Economy of Development. Chang arbeitet als Berater für viele internationale Organisationen wie UN, Weltbank und Asiatische Entwicklungsbank.

## Ehrungen
- 2003: Gunnar-Myrdal-Preis  der European Association for Evolutionary Political Economy für Kicking Away the Ladder
- 2005: Leontief-Preis[1]

## Veröffentlichungen
- The Political Economy of Industrial Policy. Macmillan, London/Basingstoke 1994
- Kicking away the ladder. Policies and institutions for economic development in historical perspective. Anthem Press, London 2002, ISBN 1-84331-027-9
  - Kicking Away the Ladder: How the Economic and Intellectual Histories of Capitalism Have Been Re-Written to Justify Neo-Liberal Capitalism. In:  post-autistic economics review. No. 15, 4. September 2002
- mit Jang-Sup Shin: Restructuring Korea Inc. Routledge/Curzon, London 2003
- Globalization, Economic Development and The Role of the State. Zed Press, London 2003
- mit Duncan Green: The Northern WTO Agenda on Investment. Do as We Say, Not as We Did. South Centre, Geneva 2003
  - Investitionsverhandlungen in der WTO als Agenda des Nordens. „Hört auf unsere Worte, vergesst unsere Taten!“ WEED, Bonn 2003, ISBN 3-937383-01-8
- (Hrsg.): Rethinking development economics. London 2003, ISBN 1-84331-110-0
- mit Ilene Grabel: Reclaiming Development. An Alternative Economic Policy Manual. Zed Press, London 2004
- The East Asian Development Experience. The Miracle, the Crisis, and the Future. Zed Press, London 2006
- Bad Samaritans. Rich Nations, Poor Policies and the Threat to the Developing World.  Random House, London 2007, ISBN 190521135X
- 23 Things They Don’t Tell You About Capitalism. Allen Lane, London 2010, ISBN 1846143284
  - 23 Lügen, die sie uns über den Kapitalismus erzählen. Bertelsmann, München 2010, ISBN 978-3-570-10060-8; Goldmann, München 2012, ISBN 978-3-442-15728-0